# فسيفساء ديلوس

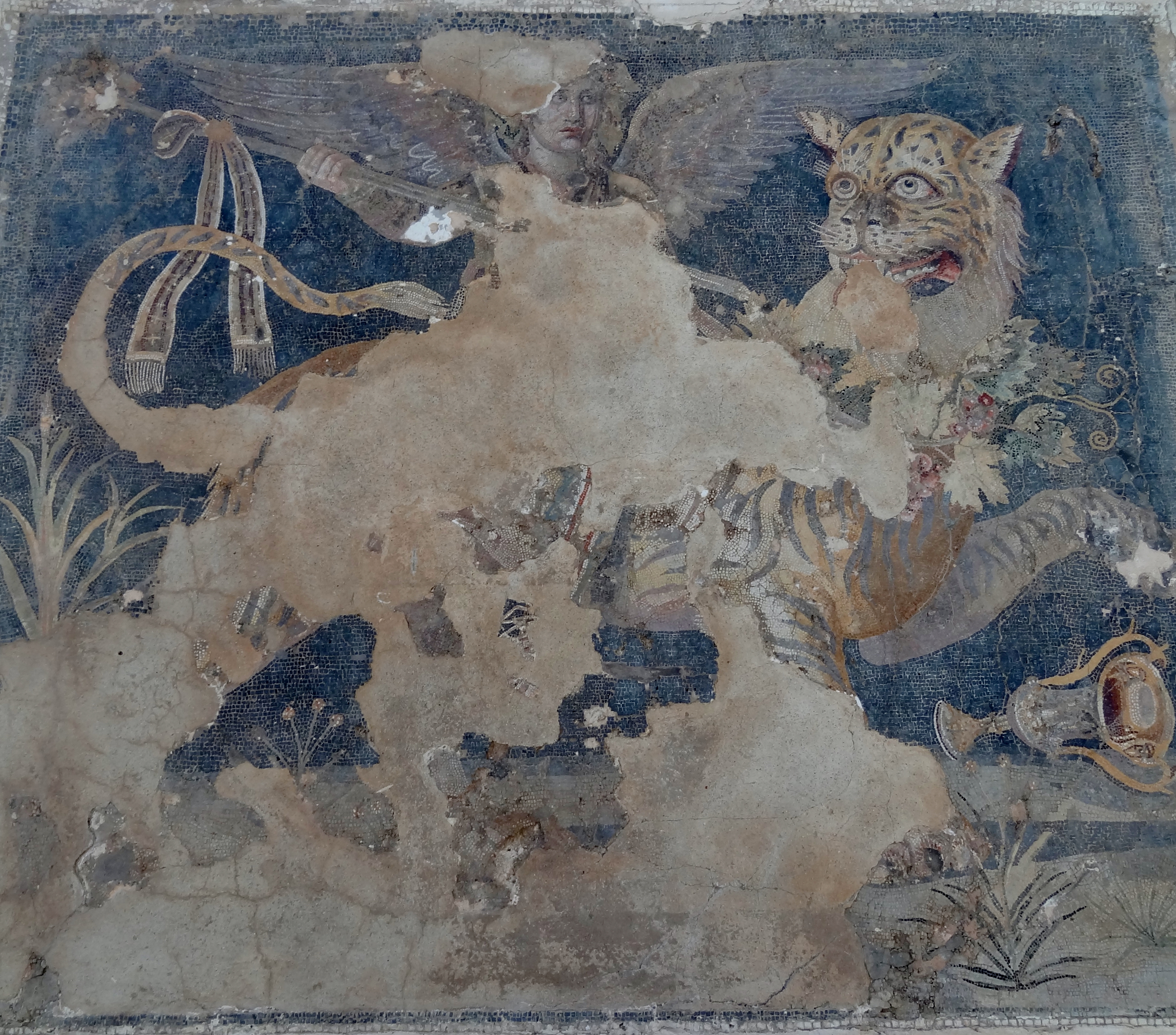

تعد فسيفساء ديلوس جزءًا ضخمًا من الفن في اليونان القديمة. يرجع تاريخ معظم الفسيفساء الباقية من ديلوس، اليونان، وهي جزيرة إيجية في سيكلادس، إلى أوائل القرن الأول قبل الميلاد والنصف الأخير من القرن الثاني قبل الميلاد، خلال العصر الهلنستي وبداية فترة اليونان الرومانية. توقف إنتاج الفسيفساء الهلنستية بعد نحو عام 69 قبل الميلاد، بسبب حروب ميثريديك مع مملكة البنطس، والتراجع المفاجئ لسكان الجزيرة وموقعها كمركز تجاري رئيسي. تحتوي ديلوس من بين جميع المواقع الأثرية في اليونان الهلنستية، على أكبر تجمع من أعمال الفسيفساء الباقية. إذ يأتي نصف الفسيفساء اليونانية الباقية من العصر الهلنستي تقريبًا من ديلوس.
على الرغم من وجود بعض الآثار البسيطة من الشعب البونيقي والفينيقي ومن روما القديمة وتاريخ إيطاليا، فإن فسيفساء دليان توافقت عمومًا مع الاتجاهات الرئيسية الموجودة في الفن الهلنستي. وربما كان الرعاة الأثرياء المسؤولين عن لوحات ومنحوتات ديلوس قد شاركوا في توظيف فنانين فسيفساء من الخارج. تشترك فسيفساء دليان مع الخصائص الموجودة في أجزاء أخرى من العالم اليوناني، مثل: فسيفساء مقدونيا القديمة في بيلا. وتحمل أيضًا بعض سمات تقاليد الرسم اليونانية وغالبًا ما تستخدم تقنية خلفية سوداء مشابهة لتلك الموجودة في نمط الفخار الأحمر في العصر الكلاسيكي اليوناني. بعض الأساليب والتقنيات الموجودة في ديلوس واضحة في الفن الروماني والفسيفساء الرومانية، رغم أن الأمثلة من الجمهورية الرومانية المعاصرة من بومبي، تكشف عن اختلافات كبيرة في إنتاج وتصميم الفسيفساء ما بين الشرق الإغريقي والغرب اللاتيني.

## التأريخ
بدأت الحفريات الأثرية في ديلوس من قبل المدرسة الفرنسية في أثينا في عام 1872، مع وصف أولي للفسيفساء نُشر في تقرير بقلم عالم الآثار الفرنسي جاك ألبرت ليبيغو في عام 1876. بقي نحو 354 قطعة فسيفساء من آثار ديلوس ودُرست من قبل عالم الآثار الفرنسي فيليب برونو. يعود معظم تاريخها إلى أواخر العصر الهلنستي، بالتزامن مع أواخر عهد الجمهورية الرومانية (أي النصف الأخير من القرن الثاني قبل الميلاد وأوائل القرن الأول قبل الميلاد). يعود بعضها تاريخيًا إلى العصر الكلاسيكي اليوناني، مع قطعة واحدة فقط نُسبت إلى الإمبراطورية الرومانية. اعتقد برونو أن القطع غير المؤرخة، وفقًا لأنماطها، أُنتجت خلال نفس الفترة التي أُنتجت فيها غالبية النماذج الأخرى، ما بين عامي 88 و 133 قبل الميلاد تقريبًا.
تنازلت روما عن جزيرة ديلوس إلى الأثينيين، الذين طردوا معظم السكان الأصليين في عام167 أو 166 قبل الميلاد، وذلك بعد نصر روما القديمة في الحرب المقدونية الثالثة. أتاحت معركة كورنث (146 ق.م) لديلوس القيام بدور جزئي كمركز تجاري رئيسي في اليونان. تراجع ازدهار ديلوس التجاري وأنشطة البناء، وأعداد السكان بشكل كبير بعد أن تعرضت الجزيرة للاعتداء من قِبل قوات ميثراداتس السادس ملك مملكة البنطس بين عامي 69 و 88 قبل الميلاد، خلال حروب ميثريديك مع روما. لم يتخلى الشعب عن الجزيرة رغم هذه الغزوات، إلا بعد أن أمنت روما خطًا تجاريًا مباشرًا مع المشرق الذي همّش ديلوس كنقطة محورية للتجارة الهندية الرومانية والصينية.

## الميزات

### التكوين
تضم تركيبة الفسيفساء والأرصفة في ديلوس على إنشاءات بسيطة من الحصى والرخام الأبيض وقطع من السيراميك والبلاط. ينقسم الأخير إلى فئتين:
النوع البسيط، يستخدم قطعًا كبيرة من البلاط، حجمها في المتوسط 8.8 ملليمترات، والنوع الأدق الذي يستخدم قطعًا من البلاط حجمها أصغر من 4.4 ملليمترات. تستخدم العديد من قطع فسيفساء ديلوس مزيجًا من هذه المواد، لكن تعد الشرائح المرصوفة هي الأكثر شيوعًا. وعًثر عليها في 55 منزلًا وعادةً ما تكون مخصصة للطوابق الأرضية. صُنع البلاط في المطابخ اليونانية القديمة والمراحيض باستخدام قطعٍ من الفخار والطوب مخصصة لتكون مقاومة للماء. وغالبًا ما توضع شرائح رقيقة من الرصاص في الإسمنت لتُظهر ملامح الفسيفساء المزخرفة بأشكال هندسية، ولكنها تكون غائبة في الفسيفساء الأكثر تعقيدًا.

### الترتيب والموقع
اكتُشفت الفسيفساء في المعابد اليونانية والعمارة اليونانية، وعُثر على معظمها في المباني السكنية والمنازل الخاصة. تمتلك المجموعة الأولى من هذه المنازل مخططات أرضية للدور غير منتظمة، في حين بُنيت المجموعة الثانية مع بهو مركزي ذو أعمدة. توضع عادةً الفسيفساء البسيطة في الممرات العادية، بينما تتميز الغرف المخصصة لاستقبال الضيوف بالفسيفساء المزخرفة بأغنى أنواعها. ومع ذلك، هناك 25 منزلًا فقط من منازل ديلوس تتميز بفسيفساء من النوع البسيط، بينما تمتلك ثمانية منازل زخارف من النوع الدقيق. تتميز زخرفة الغالبية العظمى من الطوابق بنماذج هندسية بسيطة. ويعد نوعي الفسيفساء البسيط والدقيق أكثر شيوعًا في غرف الطابق العلوي أكثر من الطوابق الأرضية في منازل ديلوس القديمة. تتميز أفنية المنازل المدهشة في ديلوس بزخارف نباتية وهندسية فقط باستثناء بيت ديونيسوس وبيت الدلافين.

### الأنماط والزخارف
نجد أيضًا من بين الأنماط والأشكال المختلفة الموجودة في فسيفساء ديلوس، معينات ثلاثية الألوان تخلق الوهم ثلاثي الأبعاد للمكعبات في منظور المشاهد. يظهر هذا النمط في 15 موقعًا مختلفًا، مما يجعلها أحد أكثر المواقع شيوعًا. تشتمل الأشكال الأخرى على الأمواج والمثلثات المتدرجة، في حين تشمل المواضيع الرئيسية الأخرى: التاريخ البحري أو تاريخ المسرح أو البيئة الطبيعية أو الميثولوجيا الإغريقية. يعد نمط الموجة الواحدة، وهو نموذج شائع في الفن الهلنستي، أكثر أشكال التصاميم شيوعًا في فسيفساء ديلوس ويمكن العثور عليه في مواقع أخرى مثل: أرساميا. وغالبًا ما تكون الزخارف الوردية (تصميم)، الموجودة في فسيفساء مختلف المواقع الهلنستية عبر البحر المتوسط، إلى جانب نمط الموجة الواحدة في فسيفساء ديلوس. يستخدم نمط زخرفة النخلة الهلنستي النموذجي في فسيفساء ديلوس ليملأ الزوايا الأربع حول نمط زخرفة الوردة. عادةً ما يتحقق الوهم المتمثل في النقوش البارزة الثلاثية الأبعاد في المشاهد المجسمة لفسيفساء ديلوس من خلال استخدام الزخرفة المتعددة الألوان، مثل: الأبيض والأسود والأصفر والأحمر والأزرق والأخضر.
يمكن أن نجد أصول وتراكيب وتقنيات أسلوب فسيفساء ديلوس في فسيفساء الحصى لأولينثوس في القرن الخامس قبل الميلاد في مقاطعة خالكيذيكي شمال اليونان، مع الفسيفساء المتمركزة في وسط الأرضيات الأسمنتية واستخدام الطوق والتعرج وأنماط الموجات. يشبه مخطط التصميم هذا مخطط فسيفساء بيلا في القرن الرابع قبل الميلاد في مقدونيا، على الرغم من أن الفسيفساء هناك تستخدم مجموعة واسعة من الألوان لإنشاء تأثيرات الحجم. ربما بدأ الانتقال من نمط الفسيفساء الحصوية إلى الفسيفساء المزخرفة الأكثر تعقيدًا في تاريخ صقلية الهلنستية اليونانية خلال القرن الثالث قبل الميلاد، التي تطورت في مواقع مثل: مورجانتينا وسرقوسة.

### الثقافة والأصول العرقية
تعتبر جميع أشكال الفسيفساء يونانية هلنستية الأصل، بغض النظر عن تانيت (رمز الآلهة البينيقية). شملت المجموعات الإثنية الرئيسية الثلاث في ديلوس: الإغريق (معظمها من أصل أثيني)، والسوريين/الفينيقيين، والطليان/الرومان، ولكن من المرجح أن العديد من هؤلاء الإيطاليين، كانوا من سكان ماجنا غراسيا الناطقين باللغة الإغريقية وهي تعرف الآن بجنوب إيطاليا. كان يمتلك السكان ذوي الأصول اليونانية والإيطالية والسورية الفسيفساء في منازلهم الخاصة، لكن يؤكد فينسنت ج. برونو أنهم مدينون بتصاميم أعمالهم الفنية الفسيفسائية بالكامل إلى التقاليد الفنية اليونانية.